# دی‌ال‌ای پایپر
دی‌ال‌ای پایپر (به انگلیسی: DLA Piper) یک شرکت حقوقی چندملیتی است که در سال ۲۰۰۵ تأسیس شد و دفاتر اصلی آن در لندن و شیکاگو واقع است. این شرکت بیش از ۴٬۲۰۰ وکیل دارد و درآمد آن در سال مالی ۲۰۱۳ بالغ بر ۲٫۴۸ میلیارد دلار بوده‌است.

## دفاتر
شرکت دی‌ال‌ای پایپر بیش از ۷۰ دفتر در ۳۰ کشور جهان دارد:
- آفریقا
  - آکرا
  - آدیس آبابا
  - قاهره
  - کیپ‌تاون
  - دارالسلام
  - دوربان
  - گابورون
  - ژوهانسبورگ
  - کامپالا
  - کیگالی
  - لوساکا
  - موانزا
  - نایروبی
  - پورت‌لوئیس
- آسیا
  - بانکوک
  - پکن
  - هنگ کنگ
  - جاکارتا
  - شانگهای
  - سئول
  - سنگاپور
  - توکیو
- استرالیا و نیوزلند
  - آوکلند
  - بریزبن
  - کانبرا
  - ملبورن
  - پرت
  - سیدنی
  - ولینگتون
- اروپا
  - آمستردام
  - آنتورپ
  - برلین
  - براتیسلاوا
  - بروکسل
  - بخارست
  - بوداپست
  - کلن
  - فرانکفورت
  - هامبورگ
  - استانبول
  - کی‌یف
  - لیسبون
  - مادرید
  - میلان
  - مسکو
  - مونیخ
  - اسلو
  - پاریس
  - پراگ
  - رم
  - استکهلم
  - سن پترزبورگ
  - تفلیس
  - وین
  - ورشو
  - زاگرب
- آمریکای لاتین
  - کاراکاس
  - مکزیکو سیتی
  - سائوپائولو
- خاورمیانه
  - ابوظبی
  - دوحه
  - دبی
  - جده
  - کویت
  - منامه
  - مسقط
  - ریاض
- انگلستان
  - بیرمنگام
  - ادینبرو
  - لیدز
  - لیورپول
  - لندن
  - منچستر
  - شفیلد
- آمریکا
  - آلبانی
  - آتلانتا
  - آتلانتیک سیتی
  - آستین
  - بالتیمور
  - بوستون
  - شیکاگو
  - دالاس
  - فلورهام پارک
  - هیوستون
  - لا هویا
  - میامی
  - مینیاپولیس
  - نیویورک
  - رستون
  - فیلادلفیا
  - فینیکس
  - رالی
  - ساکرامنتو
  - سن دیگو
  - سان فرانسیسکو
  - سیاتل، واشینگتن
  - دره سیلیکون
  - تمپا
  - واشینگتن، دی سی
  - ویلمینگتون